# Littlerock (California)
Littlerock es un lugar designado por el censo ubicado en el condado de Los Ángeles, California, Estados Unidos. Según el censo de 2020, tiene una población de 1.535 habitantes.

## Geografía
Littlerock se encuentra ubicado en las coordenadas 34°31′30″N 117°58′54″O / 34.52500, -117.98167 (34.525126, -117.981631). Según la Oficina del Censo, la localidad tiene un área total de 4.78 km², de la cual 4.78 km² es tierra y 0 km² es agua.

## Demografía
Según el censo de 2000, los ingresos medios por hogar en la localidad eran de $39,000, y los ingresos medios por familia eran $50,357. Los hombres tenían unos ingresos medios de $46,667 frente a los $45,625 para las mujeres. La renta per cápita para la localidad era de $15,557. Alrededor del 23.7% de la población estaban por debajo del umbral de pobreza.